# Rubano
Rubano (AFI:  /ruˈbano/, Ruban in veneto) è un comune italiano di 17 090 abitanti della provincia di Padova in Veneto. Le frazioni del comune sono tre: Bosco di Rubano, Sarmeola e Villaguattera.

## Geografia fisica

### Territorio
Il territorio del Comune si estende nella Pianura veneto-friulana, ed è completamente pianeggiante. È attraversato da corsi d'acqua minori, il principale dei quali è il canale Brentella che ne costeggia i confini orientali con il Comune di Padova, mentre il Brenta scorre alcuni chilometri a Nord, nei pressi di Limena e il Bacchiglione a sud nel territorio di Selvazzano Dentro. Altri corsi d'acqua minori sono (da nord a sud): Monegale, Suppiey, Vangaizza, Giarina, Frascà, Mestrina, Bappi, Storta.

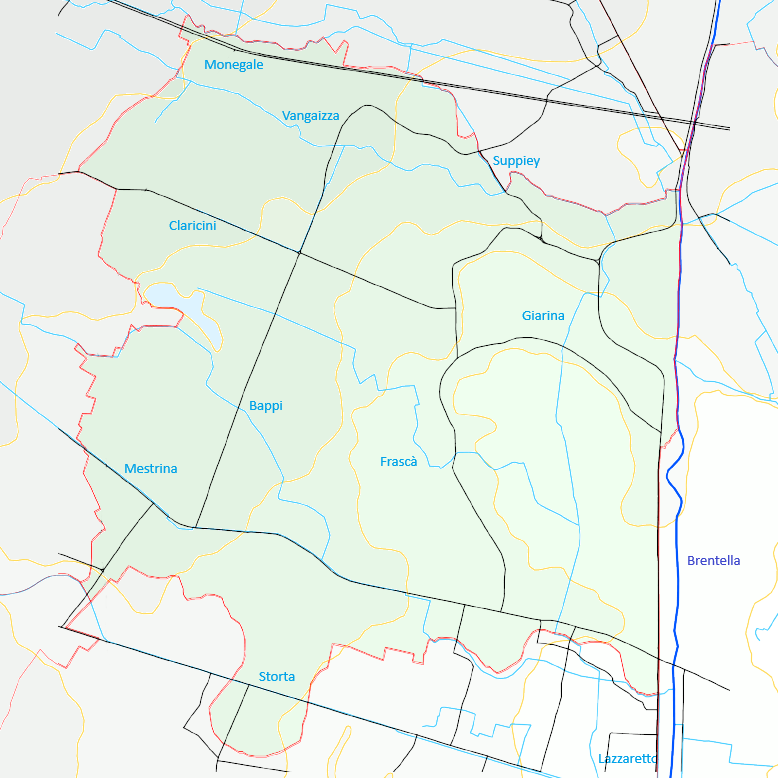
Mappa fisica del Comune di Rubano, con indicati l'atimetria, i corsi d'acqua minori e le principali strade del territorio.

### Clima
Rubano gode di un clima temperato (bioclima mesotemperato).

## Origini del nome
Il toponimo Rubano deriva dal prediale latino Rubianus, ossia territorio di Rubius, che si suppone essere stato un legionario o un importante funzionario di epoca romana cui sarebbero stati assegnati terreni nella zona dell'attuale Rubano.

## Storia

### Epoca romana e alto-medioevale
In epoca preistorica, il territorio rubanese era attraversato dal fiume Medoacus (oggi Brenta) che vi scorreva con numerose anse, del cui paleoalveo rimane traccia ancora oggi nell'andamento di alcune strade interne, fossati e parcelle territoriali; Rubano si trova infatti all'interno di una fascia di canali denominata 'Mestrino-Rubano' datata tra il VI e il IV millennio a.C., poi abbandonata dal fiume Brenta per un tragitto simile a quello dell'attuale Bacchiglione durante l'età del Bronzo.
In epoca romana, i fiumi dovevano già seguire un percorso più vicino agli attuali percorsi (il Brenta a nord, la Storta o il Bacchiglione a sud) e quindi ai margini del territorio rubanese. Era attraversato dalla romana via Gallica nel tratto tra Padova e Vicenza lungo il percorso dell'attuale Strada Regionale 11 Padana Superiore. Si ipotizza che Rubano sorga in corrispondenza del quinto miglio (7440 m) da Padova, che in particolare cadrebbe all'altezza della vecchia chiesa all'incrocio tra le attuali SR11 e via Palù; in corrispondenza del terzo miglio (4440 m) si troverebbe l'area della vecchia chiesa di Sarmeola, demolita alla fine degli anni '60. Il vicino centro di Mestrino si troverebbe all'altezza del settimo miglio (10360 m), mentre attorno al secondo miglio potrebbe essere nato l'attuale quartiere di Chiesanuova.
L'origine del conteggio miliare corrisponde all'incrocio tra gli attuali Ponte Molino e via Savonarola in Padova, in corrispondenza della porta romana presso cui terminava a nord il cardo maximus della città, e da cui si originavano anche le strade verso Asolo e Feltre (via Aurilia, corrispondente circa all'attuale SS 307 "del Santo"), verso la Valsugana e Trento (attuale SS 47), e verso Marostica e l'Altopiano di Asiago (l'attuale direttrice Padova - Villafranca Padovana - Piazzola sul Brenta - Carmignano - Marostica).
Il territorio rubanese era soggetto ad allagamenti in conseguenza delle piene stagionali dei fiumi vicini. La relativa vicinanza tra il corso del Medoacus e la via Gallica, può spiegare la presenza in età medioevale di una seconda importante via di comunicazione che corre al margine meridionale del territorio rubanese: la strada Pelosa, che partiva da Padova e procedeva con andamento rettilineo (di cui oggi rimangono alcuni tratti separati) fino a Montegalda, per poi terminare anch'essa a Vicenza. Studi recenti tendono a escludere l'origine romana della strada Pelosa.
Non si hanno comunque notizie storicamente attestate su Rubano e il suo territorio nel periodo romano e alto-medioevale, ma solamente pochi resti archeologici relativi ad una abitazione rurale risalente al I-II secolo d.C nei pressi dell'attuale Villaguattera..
Diversi testi accennano alla presenza di guarnigioni di Sarmati nella zona di Sarmaticula nel V secolo d.C., poste a guardia dei confini occidentali della città di Padova. Il toponimo Sarmeòla deriverebbe dal nome della popolazione dei Sarmati, tramite Sarmaticula poi Sarmedaula, si veda anche il toponimo Sarmego, località a 15 km da Sarmeòla in direzione Vicenza. La corretta accentazione Sarmeòla è attestata dal Dizionario degli etnici e toponimi italiani (DETI) di Teresa Cappello e Carlo Tagliavini, dall'Olivieri nonché dal Pellegrini, benché nella zona sia invalso l'uso di pronunciare il nome come Sarmèola, forse per togliere in tal modo al termine una connotazione troppo "dialettale".

### Tardo Medioevo
Le prime notizie storicamente attestate del territorio risalgono a dopo l'anno mille. In particolare, il toponimo Sarmeola compare nell'anno 1026, Rubano nel 1073, Villaguattera nel 1191, Bosco verso la fine del XIII secolo. Del 1130 è il primo riferimento al toponimo Bibano, piccolo centro abitato nella parte meridionale del Comune, poi scomparso nei secoli successivi. Le chiese di Sarmeola e Rubano dipendevano dal Duomo di Padova; il territorio di Bosco invece era un possedimento dell'Abbazia della Vangadizza.
La vecchia chiesa di Rubano (oggi sconsacrata e adibita ad Auditorium comunale), risalente alla fine del XIII secolo, è presumibilmente il più antico edificio del territorio sopravvissuto in forma riconoscibile fino a oggi.
Nel corso dei secoli successivi, la storia di Rubano ha seguito le vicende della vicina città di Padova.

### Simboli
Lo stemma e il gonfalone sono stati concessi con decreto del presidente della Repubblica del 25 settembre 1955.
Le figure nello scudo fanno riferimento alle attività rurali della zona, un tempo fiorenti: l'ala sostenuta dall'artiglio vuole ricordare l'allevamento di pollame mentre il grappolo d'uva nera rappresenta la produzione agricola.
Il gonfalone è un drappo tagliato di rosso e di bianco.

## Monumenti e luoghi di interesse

### Architetture religiose
- ex chiesa dell'Assunta di Rubano, ora Auditorium comunale

### Architetture civili
- Palazzo Rossi, sede del municipio.
- Villa Borromeo, a Sarmeola.
- Villa Rizzo Correr, a Bosco di Rubano.[21]

## Cultura

### Istruzione

#### Musei
Presso la frazione di Bosco si trova il Parco etnografico, che sorge sulla riva di un laghetto artificiale, nato dall'attività di escavazione di ghiaia.

## Società

### Evoluzione demografica
Abitanti censiti

## Infrastrutture e trasporti
Il Comune si trova lungo le principali vie di comunicazione tra Padova e Vicenza, lungo la direttrice Venezia-Milano: è attraversato dalla Strada Regionale 11 Padana Superiore, dalla ferrovia Venezia-Milano, e dall'Autostrada A4 Serenissima.

## Amministrazione

### Sindaci dal 1946
|                                                      | Leone Bisello     | Democrazia Cristiana | 1946-1956      | 1946 |
| 1951                                                 | Leone Bisello     | Democrazia Cristiana | 1946-1956      |      |
|                                                      | Adriano Zoccarato | Democrazia Cristiana | 1956-1970      | 1956 |
| 1960                                                 | Adriano Zoccarato | Democrazia Cristiana | 1956-1970      |      |
| 1964                                                 | Adriano Zoccarato | Democrazia Cristiana | 1956-1970      |      |
|                                                      | Tiziano Pavin     | Democrazia Cristiana | 1970-1980      | 1970 |
| 1975                                                 | Tiziano Pavin     | Democrazia Cristiana | 1970-1980      |      |
|                                                      | Leonildo Bettio   | Democrazia Cristiana | 1980-1995      | 1980 |
| 1985                                                 | Leonildo Bettio   | Democrazia Cristiana | 1980-1995      |      |
| 1990                                                 | Leonildo Bettio   | Democrazia Cristiana | 1980-1995      |      |
| Sindaci eletti direttamente dai cittadini (dal 1995) |                   |                      |                |      |
|                                                      | Leonildo Bettio   | Centro-sinistra      | 1995-2004      | 1995 |
| 1999                                                 | Leonildo Bettio   | Centro-sinistra      | 1995-2004      |      |
|                                                      | Ottorino Gottardo | Centro-sinistra      | 2004-2014      | 2004 |
| 2009                                                 | Ottorino Gottardo | Centro-sinistra      | 2004-2014      |      |
|                                                      | Sabrina Doni      | Centro-sinistra      | 2014-2024      | 2014 |
| 2019                                                 | Sabrina Doni      | Centro-sinistra      | 2014-2024      |      |
|                                                      | Chiara Buson      | Centro-sinistra      | 2024-in carica | 2024 |

### Gemellaggi
- Notre-Dame-de-Gravenchon

## Sport
Oltre a numerose società sportive amatoriali e giovanili, tra le quali l'Unione Sportiva SArmeola (USSA) che opera nel territorio comunale dal 1970, a Rubano ha sede il Roccia Rugby, società di rugby a 15 la cui prima squadra ha militato nella Serie A italiana.